# Neues Justizgebäude

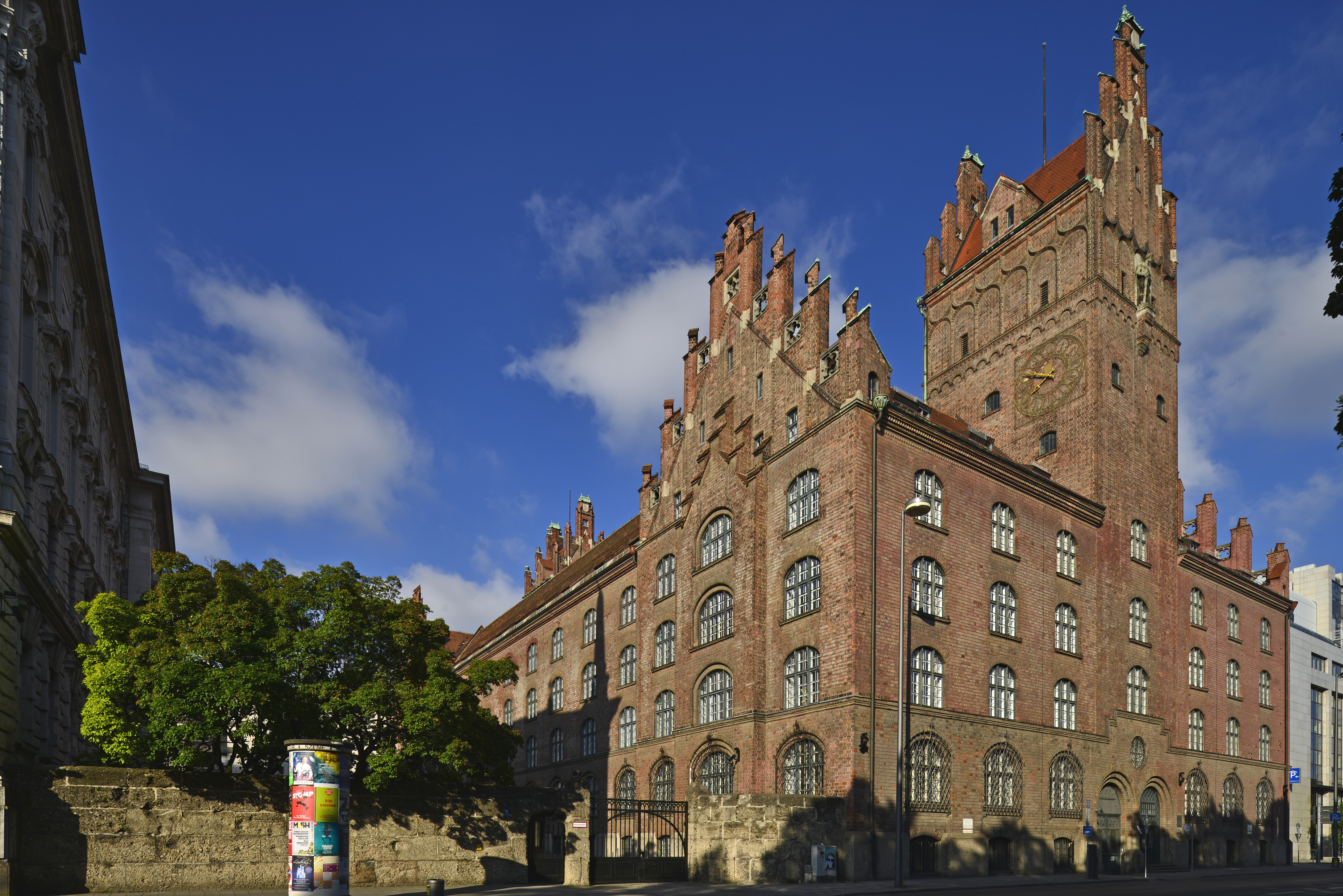
Neues Justizgebäude von der Elisenstraße aus gesehen

Das Neue Justizgebäude ist ein Gerichts- und Verwaltungsgebäude in der Prielmayerstraße 5 in München. Es liegt im Stadtbezirk Maxvorstadt, jedoch direkt an der von der Prielmayerstraße gebildeten Grenze zur Ludwigsvorstadt.

## Baugeschichte

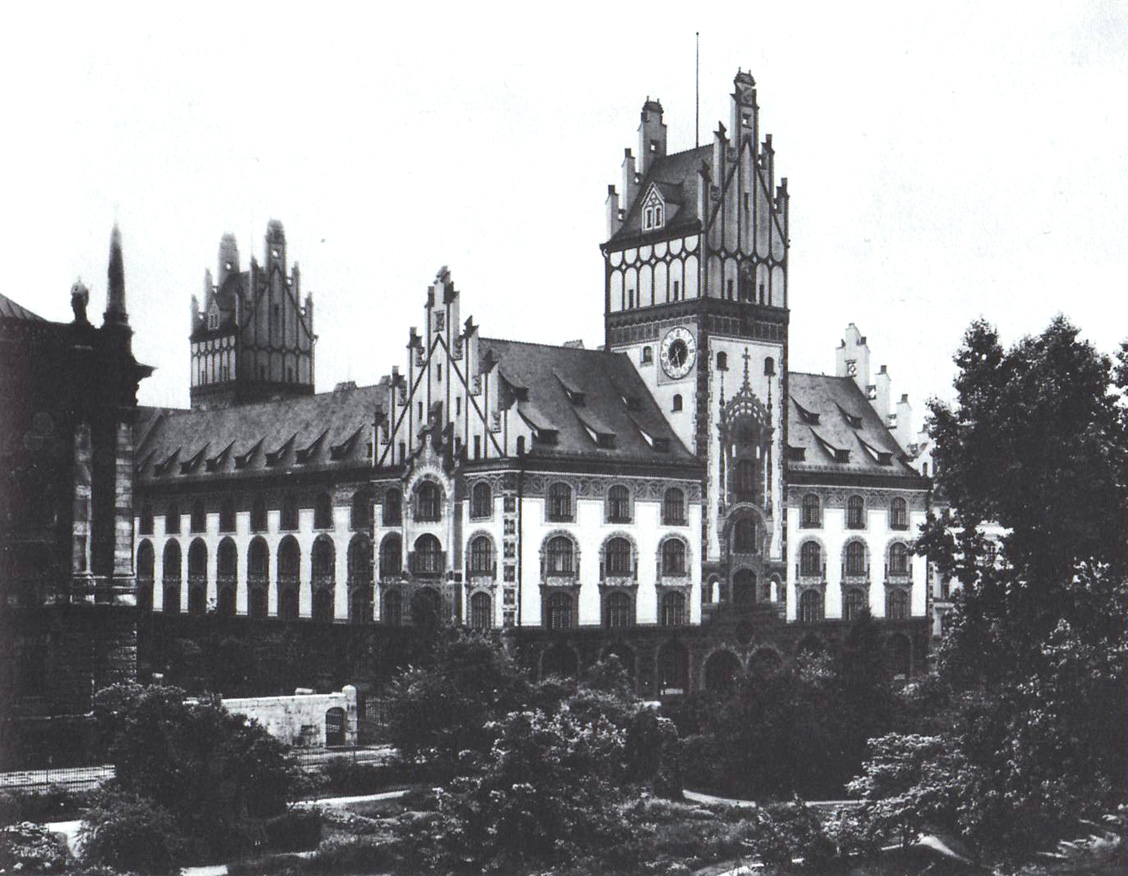
Neues Justizgebäude 1905

Die Errichtung dieses Gebäudes im Jahre 1905 war notwendig geworden, weil der 1897 eingeweihte Justizpalast sich schon nach wenigen Jahren als nicht mehr groß genug für die gesamten Aufgaben der Münchner Justiz erwies. Auch der an den Justizpalast angrenzende Neubau wurde von Friedrich von Thiersch errichtet, aber in Kontrast zu diesem in den Formen der späten Gotik in ihrem Übergang zur Renaissance mit zwei Uhrtürmen und stufenförmigen Giebeln. Zur Entstehungszeit waren die Backsteinfassaden auf geschlämmtem Putz farbig bemalt, was sich aber nur für wenige Jahre erhalten hat, sodass die Fassade heute an unverputzte und ungefasste Bauten der mittelalterlichen Backsteingotik erinnert. Die Entwürfe zur Farbfassung befinden sich aktuell in der Architektursammlung der Technischen Universität München. Die ursprüngliche Grundfarbe der Fassadenfassung war in weiß gehalten, sodass ein Bezug zur hellen Hausteinfassade des benachbarten Justizpalastes hergestellt wurde.
Bei dem ziegelgedeckten Gebäude handelt es sich um einen tiefrechteckigen, viergeschossigen sowie vierflügeligen Baublock. Der Sockel besteht aus alpenvorländischem Nagelfluh. Die kurzen Seiten haben sieben Fensterachsen, die langen Seiten verfügen über 15 Achsen. Die Fenster schließen segmentbogig. Der Innenhof ist zweigeteilt. Die kürzeren Gebäudeflügel an der Prielmayer- und der Elisenstraße werden an ihren Ost- und Westseiten durch hohe getreppte und durch Stabwerk gegliederte Giebel abgeschlossen. Die Mittelachsen dieser kurzen Flügel sind durch jeweils einen Uhrturm mit ebensolchen Giebeln betont.
Den plastischen Schmuck des Südportals und die beiden Rolandfiguren an den Stirnfassaden der beiden Türme schuf der Münchener Bildhauer Josef Flossmann. Das Neue Justizgebäude verfügte von Anfang an über elektrische Beleuchtung und hatte neben jeder Haupttreppe einen elektrisch betriebenen Personenaufzug.
Die architektonische Gestaltung des Gebäudes hatte, wie zahlreiche Gebäude des späten Historismus, zum Ziel, heimische Architekturformen und die lokale Bautradition neu zu beleben.

## Nutzung
Im Gebäude befinden sich heute der Bayerische Verfassungsgerichtshof sowie die Zivilsenate des Oberlandesgerichts München.